# Pencak Silat Federatie Suriname
De Pencak Silat Federatie Suriname (PSFS) is een van de twee sportbonden voor pencak silat in Suriname.
De PSFS werd in mei 2018 opgericht en hield twee maanden later haar de eerste jeugdkampioenschappen.

## Geschiedenis
De PSFS is opgericht na meerdere jaren van onenigheid binnen de toen nog enige pencak-silat-bond van Suriname, de Surinaamse Pencak Silat Associatie. Hier trad in augustus 2016 een nieuw bestuur aan die de decennia van stilstand in de sport had moeten doorbreken. Met het aantreden van het nieuwe bestuur was de onenigheid onder de perguruans (leiders van de pencak-silat-scholen) nog niet gesust. Uiteindelijk leidde dit in 2018 tot het uitroepen van een buitengewone ledenvergadering waarin een motie tegen het bestuur ingediend. Voorzitter Florence Jamin reageerde door de initiatiefnemers voor de rechter te dagen en hun lidmaatschap op te zeggen. Uit steun voor deze perguruans zegden vijf andere perguruans hun SPSA-lidmaatschap ook op, zodat de scheuring compleet was. Uiteindelijk vertrokken bij elkaar acht van de twaalf leden. Op 27 mei 2018 richtten zijn de Pencak Silat Federatie Suriname (PSFS) op. De eerste voorzitter en mede-oprichter is Dwight Warsodikromo, die ook bekendheid heeft in de Surinaamse danswereld. Beide bonden zijn naast elkaar actief gebleven in de organisatie van demonstraties en toernooien. In september 2018 ontving minister Lalinie Gopal van Sport- en Jeugdzaken beide sportbonden; ze legde nadruk op het herstel van de rust in de pencak-silat-sport.